# (18861) Eugenishmidt
(18861) Eugenishmidt (1999 RW166) – planetoida z pasa głównego asteroid okrążająca Słońce w ciągu 4,14 lat w średniej odległości 2,58 j.a. Odkryta 9 września 1999 roku.